# Michelle Agyemang
Michelle Agyemang (født 3. februar 2006) er en engelsk fodboldspiller, der spiller angreb for engelske Arsenal i FA Women's Super League og Englands kvindefodboldlandshold.
Hun fik debut på det engelske A-landshold den 8. april 2025 mod Belgien. Agyemang blev indskiftet i det 80. minut og scorede efter blot 41 sekunder på banen, sit første landsholdsmål i hvad der dog endte i et 3–2 nederlag. Blot få måneder senere blev hun udtaget til den endelige EM-trup ved EM i Schweiz.
Den 17. juli 2025 udlignede hun det 81. minut, efter få minutter på banen, det udlignende mål til stillingen 2–2 mod Sverige i EM-kvartfinalen, som England i sidste ende vandt via straffesparkskonkurrence. Den 22. juli 2025 scorede hun endnu til en udligning i det 96. minut mod Italien i semifinalen, hvilket sendte kampen i forlænget spilletid, som England også vandt 2-1 og gik videre til finalen. England vandt efterfølgende EM-finalen, og Agyemang blev senere kåret til turneringens bedste unge spiller.

## Hæder
- Bedste ungdomspiller ved EM i fodbold 2025.[9]